# Теплова, Валентина Анатольевна
Валенти́на Анато́льевна Тепло́ва (бел. Валянціна Анатольеўна Цяплова; род. 3 августа 1940 года) — белорусский историк, педагог. Кандидат исторических наук (1966), профессор (2000).

## Биография
Родилась в городе Горький (ныне — Нижний Новгород), РСФСР. Окончила по специальности «история» историко-филологический факультет Горьковского государственного университета (1962). В 1966 году защитила кандидатскую диссертацию («Общественно-политические взгляды и политическая деятельность И. И. Мартынова в конце XVIII — начале XIX века»).
Преподавала в Горьковском государственном университете. С 1975 года — доцент. С 1976 года — в Белорусском государственном университете. С 2000 года — профессор кафедры церковной истории Минской духовной академии.

## Научная деятельность
Занимается исследованием вопросов политической и церковной истории Восточной Европы. Опубликовано более ста научных и учебно-методических работ. Является составителем сборника «Уния в документах» (Минск, 1997). Сотрудничает в качестве автора с «Православной Энциклопедией» (Москва).

## Награды
Награждена орденом Святой Равноапостольной княгини Ольги III степени и орденом Креста преподобной Евфросинии, игумении Полоцкой, медалью Святителя Кирилла Туровского.
Награждалась Почётной Грамотой Министерства образования Республики Беларусь, Почётной Грамотой Национальной академии наук Республики Беларусь, а также Дипломом и Рождественской премией «Христианские традиции в культуре и образовании» Международного общественного объединения «Христианский Образовательный Центр им. св. Мефодия и Кирилла».